# Гасилин, Алексей Евгеньевич
Алексе́й Евге́ньевич Гаси́лин (род. 1 марта 1996, Санкт-Петербург) — российский футболист, нападающий.

## Карьера

### Клубная карьера
Первой командой Гасилина стала петербургская «Смена», где его первым тренером был Александр Петрович Смыков. 26 мая 2013 года дебютировал в основном составе «Зенита» в матче 30-го тура чемпионата России против «Амкара», выйдя на замену на 46-й минуте вместо Александра Кержакова.
31 июля 2015 года на правах аренды перешёл в немецкий клуб «Шальке 04» Гельзенкирхен. 4 сентября был заявлен для участия в Лиге Европы, однако до конца года выступал только за вторую команду «Шальке 04» из региональной лиги «Запад» — четвёртого немецкого дивизиона. Гасилин выступал за «Шальке 04 II» по специальному разрешению от Федерации футбола Германии, так как иностранцы не имеют права играть за вторые команды. По окончании сезона 2015/16 был вынужден покинуть клуб из-за отказа Федерации выдать разрешение на следующий сезон и вернулся в «Зенит», с которым у игрока остался год контракта.
22 сентября 2016 года в матче на Кубок России против «Тамбова» вышел в составе «Зенита» на замену на 68-й минуте вместо Роберта Мака. Отметился голевой передачей и нарушением, за которое было назначено пенальти и показана жёлтая карточка. 23 февраля 2017 года заключил 3,5-летний контракт с пермским «Амкаром». Дебютировал в основном составе 5 марта в матче с «Уралом», выйдя на замену. После банкротства пермской команды играл за португальский клуб «Академику де Визеу».
С 2019 по 2020 год являлся футболистом «Томи». Сезон 2019/20 провёл в аренде в «Зените-2», где стал лучшим бомбардиром команды. Сезон 2020/21 начинал в астраханском «Волгаре». С 25 февраля 2021 года являлся игроком петербургской «Звезды». Дебютировал в стартовом составе 1 апреля 2021 года в матче против «Коломны». В сезоне 2020/21 стал лучшим бомбардиром команды, забив 7 мячей за 8 матчей, два из которых были с пенальти. В июне 2021 года находился на просмотре в краснодарской «Кубани», однако не стал игроком этого клуба, а перешёл в кипрский «Эрмис». 7 сентября в качестве свободного агента перешёл в «Ленинградец» из Ленинградской области. Дебютировал за клуб 18 сентября, выйдя на замену во встрече против петербургского «Динамо».
В феврале 2022 года принял решение приостановить карьеру.
С конца февраля 2022 года выступал за медиафутбольную команду «Амкал». В октябре 2022 года ушёл в аренду в клуб «Наши Парни», представляющий РФС в Медиалиге. В июле 2023 года присоединился к медиафутбольной команде «Чисто Питер», созданной «Зенитом». После выступал в «Родине Медиа». В августе 2024 года перешёл в ФК «Банка», созданный «Амкалом».

### В сборной
Не участвовал в отборе к юношескому чемпионату Европы (до 17 лет) 2013, однако был вызван главным тренером юношеской сборной Дмитрием Хомухой для участия в финальной части, которая прошла в Словакии. Провёл на турнире 4 матча и стал чемпионом Европы. Удар Гасилина в серии пенальти в финале против Италии парировал вратарь Симоне Скуффет. Свой единственный гол забил в матче группового этапа против сборной Италии (1:1).

## Достижения
Сборная России (юн.)
- Победитель юношеского чемпионата Европы до 17 лет: 2013
- Серебряный призёр юношеского чемпионата Европы до 19 лет: 2015

«Зенит»
- Серебряный призёр чемпионата России: 2012/13

«Томь»
- Бронзовый призёр первенства ФНЛ: 2018/19

## Клубная статистика
| Выступление        | Выступление         | Выступление      | Лига | Лига | Кубки | Кубки | Прочие | Прочие | Итого | Итого |
| Клуб               | Лига                | Сезон            | Игры | Голы | Игры  | Голы  | Игры   | Голы   | Игры  | Голы  |
| ------------------ | ------------------- | ---------------- | ---- | ---- | ----- | ----- | ------ | ------ | ----- | ----- |
| Зенит (СПб)        | Премьер-лига        | 2012/13          | 1    | 0    | —     | —     | —      | —      | 1     | 0     |
| Зенит (СПб)        | Премьер-лига        | 2016/17          | 0    | 0    | 1     | 0     | —      | —      | 1     | 0     |
| Зенит (СПб)        | Итого               | Итого            | 1    | 0    | 1     | 0     | —      | —      | 2     | 0     |
| → Шальке 04 II     | Рег. лига           | 2015/16          | 33   | 14   | —     | —     | —      | —      | 33    | 14    |
| → Шальке 04 II     | Итого               | Итого            | 33   | 14   | —     | —     | —      | —      | 33    | 14    |
| → Зенит-2          | ФНЛ                 | 2016/17          | 19   | 8    | —     | —     | —      | —      | 19    | 8     |
| → Зенит-2          | ПФЛ                 | 2019/20          | 12   | 7    | —     | —     | —      | —      | 12    | 7     |
| → Зенит-2          | Итого               | Итого            | 31   | 15   | —     | —     | —      | —      | 31    | 15    |
| Амкар              | Премьер-лига        | 2016/17          | 13   | 0    | —     | —     | —      | —      | 13    | 0     |
| Амкар              | Премьер-лига        | 2017/18          | 6    | 0    | —     | —     | —      | —      | 6     | 0     |
| Амкар              | Итого               | Итого            | 19   | 0    | —     | —     | —      | —      | 19    | 0     |
| Академику де Визеу | Сегунда             | 2018/19          | 9    | 1    | 2     | 2     | —      | —      | 11    | 3     |
| Академику де Визеу | Итого               | Итого            | 9    | 1    | 2     | 2     | —      | —      | 11    | 3     |
| Томь               | ФНЛ                 | 2018/19          | 12   | 2    | —     | —     | 2      | 1      | 14    | 3     |
| Томь               | ФНЛ                 | 2019/20          | 6    | 0    | —     | —     | —      | —      | 6     | 0     |
| Томь               | Итого               | Итого            | 18   | 2    | —     | —     | 2      | 1      | 20    | 3     |
| Волгарь            | ФНЛ                 | 2020/21          | 15   | 1    | 1     | 0     | —      | —      | 16    | 1     |
| Волгарь            | Итого               | Итого            | 15   | 1    | 1     | 0     | —      | —      | 16    | 1     |
| Звезда (СПб)       | ПФЛ                 | 2020/21          | 8    | 7    | —     | —     | —      | —      | 8     | 7     |
| Звезда (СПб)       | Итого               | Итого            | 8    | 7    | —     | —     | —      | —      | 8     | 7     |
| Ленинградец        | Второй дивизион ФНЛ | 2021/22          | 7    | 2    | 1     | 0     | —      | —      | 8     | 2     |
| Ленинградец        | Итого               | Итого            | 7    | 2    | 1     | 0     | —      | —      | 8     | 2     |
| Амкал              | Медиафутбол         | 2022/23          | —    | —    | 3     | 1     | —      | —      | 3     | 1     |
| Амкал              | Итого               | Итого            | —    | —    | 3     | 1     | —      | —      | 3     | 1     |
| Всего за карьеру   | Всего за карьеру    | Всего за карьеру | 141  | 42   | 8     | 3     | 2      | 1      | 151   | 46    |